# Maybank Tower
Maybank Tower es un rascacielos de 32 pisos de 175 m (574 pies) y la sede actual de Maybank en Singapur. El edificio fue terminado en 2001. Cuando cae la noche, sólo el logotipo y los primeros niveles del edificio están iluminados. A mediados de 2008 se añadieron dos rayas de luz brillante a los bordes exteriores del edificio desde el suelo hasta el techo. Como el edificio está situado detrás del icono nacional de Singapur, la estatua del Merlion, en Marina Bay, el edificio se ofrece a menudo como telón de fondo del Merlion en las postales locales. 

## Arquitectura

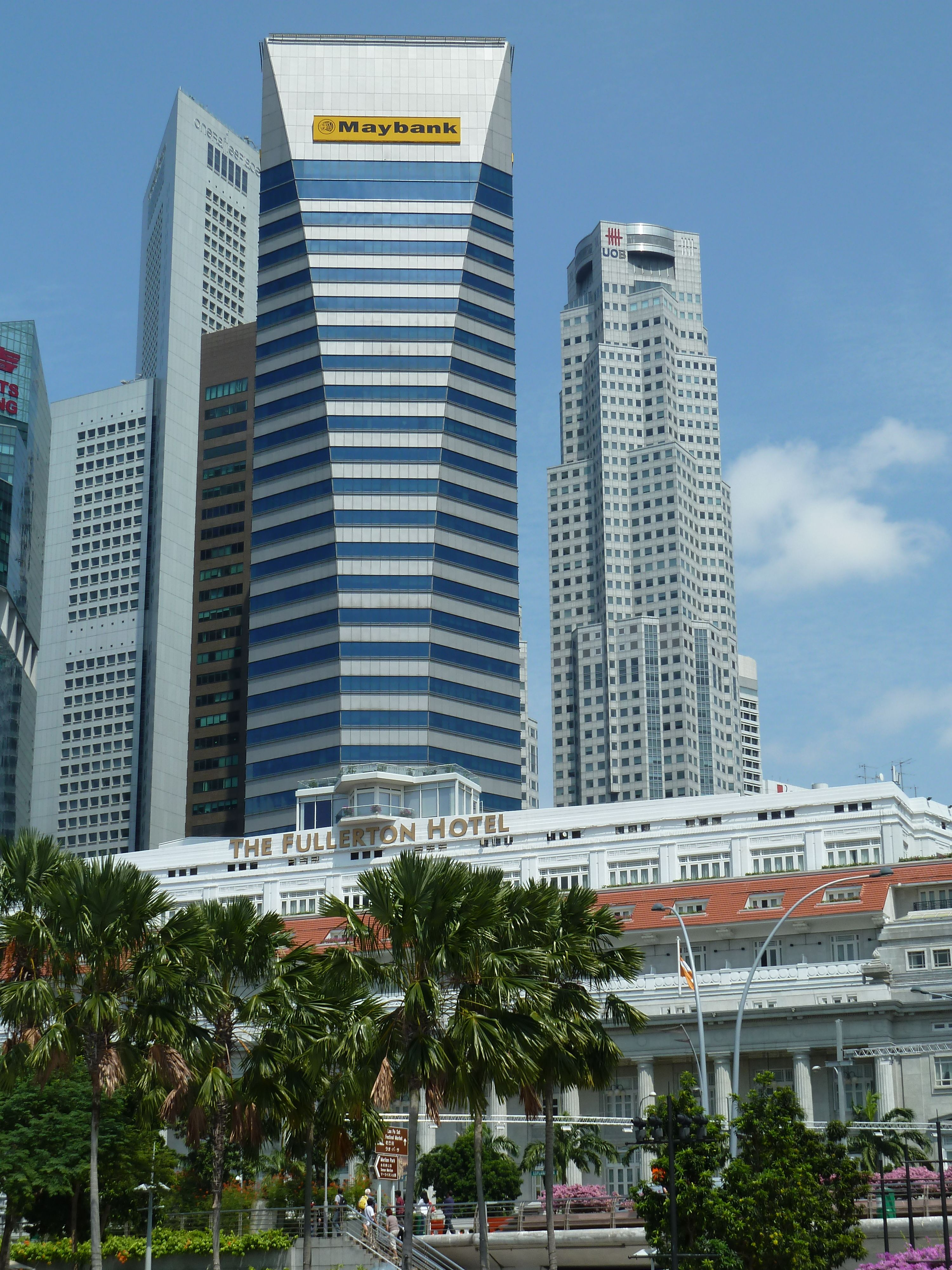
Alterna vista de a través de río de Singapur

El edificio cuenta con un podio de 6 pisos revestido con paneles de granito y aluminio. La torre se estrecha en la parte superior donde se encuentra el logotipo del banco. La parte superior está revestida con vidrio reflectante azul doble acristalamiento y un panel de pared de cortina de aluminio. 

## Incendio
Un incendio estalló en Maybank Tower temprano en la mañana del 18 de septiembre de 2010, quemando a través de dos letras del logotipo de Maybank encima del edificio. El guardia de seguridad del banco estaba patrullando los alrededores del edificio a lo largo de Battery Road alrededor de las 12.30 de la mañana cuando vio y avisó del incendio. La Fuerza de Defensa Civil de Singapur (SCDF) apagó el fuego en 15 minutos pulverizando dos chorros de agua desde la azotea. No hubo lesiones, y la causa del incendio en el piso 33 donde se levanta el letrero de neón de Maybank está bajo investigación. Los ingenieros estructurales han inspeccionado los marcos de acero inoxidable que sostienen la señal de neón e informaron de que el edificio es estructuralmente seguro, dijo un portavoz de Maybank. 